# Таборисская, Евгения Михайловна
Евгения Михайловна Таборисская (19 февраля 1943 года, Саратов — 22 апреля 2014 года, Санкт-Петербург) — российский литературовед, доктор филологических наук (1997), почётный работник высшего профессионального образования Российской Федерации. Исследователь русской литературы XIX века, в частности поэзии Пушкина.

## Биография
В 1966 году окончила филологический факультет Воронежского государственного университета. В 1966—1968 году преподавала в средней школе в посёлке Лев Толстой Липецкой области. 
В 1968—1973 —по приглашению Б. О. Кормана преподавала в Борисоглебском государственном педагогическом институте на кафедре литературы. 
В 1973—1977 гг. — училась а аспирантуре ЛГПИ им. А. И. Герцена, там же защитила кандидатскую диссертацию «Роман И. А. Гончарова "Обломов": герои, художественное пространство, авторская позиция». По окончании аспирантуры преподавала там же на кафедре русской литературы. 
С 1973 года жила в Ленинграде (Санкт-Петербурге) и преподавала в высших учебных заведениях этого города. 
В 1988 начала работу в Ленинградском филиале Московского полиграфического института (ныне — Высшая школа печати и медиатехнологий Петербургского государственного университета промышленных технологий и дизайна); где стала профессором кафедры издательского дела (книгоиздания) и книжной торговли.
В 1997 году в Воронежском университете защитила докторскую диссертацию «Феномен "Самостоянья человека" в лирике А. С. Пушкина».

## Труды
Была составителем и научным редактором ежегодного сборника научных трудов «Печать и слово Петербурга». 
Автор более 90 научных работ (публиковалась в журналах «Русская литература», «Подъем», научных сборниках, включая такие, как  «Пушкинский сборник», «Пушкин: исследования и материалы» и т. д.), учебных пособий: «Лирика Пушкина» и «Литературный процесс: Курс лекций по введению в литературоведение», один из соавторов учебника «Русская литература. XIX век». Последней книгой Евгении Михайловны стала монография «Этюды на полях пушкинского романа в стихах».